# Epilissus fuscovirens
Epilissus fuscovirens là một loài bọ cánh cứng trong họ Bọ hung (Scarabaeidae).